# Vučjak (Zenica)
Vučjak je uzvisina iznad Zenice. Najviša kota je na 437 metara nadmorske visine. Nalazi se s južne strane, kod lakta rijeke Bosne, nasuprot Bilimišća. Sa sjeverne strane je KPD Zenica, a u bližoj okolici su Volovska glava, Urije i Raspotočje.
Potječe iz miocena i nalazi se do aluvijskog dijela na kojem se većim dijelom nalazi grad Zenica, do uskog pojasa glavne ugljene zone (gline, pješčenjaci i lapori),u povlatnoj vapnenačkoj zoni s povlatnim slojevima ugljena.

## Vanjske poveznice
- GoogleMaps Mirsad Torlaković: Vučjak, listopada 2018.
- Zenica - stare slike i pričice Fotografija Vučjaka, snimio Ibrahim Emić 1999. godine